# Teonomía
La teonomía, de theos (dios) y nomos (ley), es una forma hipotética de gobierno cristiano en el que la sociedad se rige por la ley divina. Los teonomistas sostienen que la ley divina, incluidas las leyes judiciales del Antiguo Testamento, debe ser observada por las sociedades modernas.
La teonomía es distinta de la "ética teonómica" propuesta por Paul Tillich.

## Origen
Tomás de Aquino sostuvo que "si un soberano ordenara que se observaran estos preceptos judiciales en su reino, no pecaría". Aunque Aquino creía que los detalles de las leyes judiciales del Antiguo Testamento ya no eran vinculantes, enseñó que los preceptos judiciales contenían principios universales de justicia que reflejaban la ley natural, una visión sobre el gobierno conocida como "Teonomía de la equidad general".
En la terminología posterior del reconstruccionismo cristiano, la teonomía es la idea de que Dios proporciona la base de la ética personal y social en la Biblia. La ética teonómica afirma que la Biblia ha sido dada como el estándar permanente para todo gobierno humano - individual, familiar, eclesiástico y civil - y que la Ley bíblica debe incorporarse a una teoría cristiana de la ética bíblica.

La ética teonómica, para decirlo de manera simple, representa un compromiso con la necesidad, suficiencia y unidad de la Escritura. Para una ética adecuada y genuinamente cristiana, debemos tener la palabra de Dios, solo la palabra de Dios y toda la palabra de Dios. Casi todos los críticos de la ética teonómica se encontrarán negando, de alguna manera, una o más de estas premisas.
The Theonomic Antithesis to Other Law-Attitudes (en castellano, "La Antítesis Teonómica a Otras Actitudes Legales")

Algunos críticos ven la teonomía como una forma significativa de teología del dominio, que definen como un tipo de teocracia. La teonomía postula que la ley bíblica es aplicable a la ley civil, y los teonomistas proponen la ley bíblica como el estándar por el cual las leyes de las naciones pueden ser medidas y a las cuales deben conformarse.

## Metas
Varios autores teonómicos han declarado objetivos tales como "el desarrollo universal de las repúblicas teocráticas bíblicas", la exclusión de los no cristianos del voto y la ciudadanía, y la aplicación de la ley bíblica por parte del estado. Bajo tal sistema de ley bíblica, los actos homosexuales, adulterio, brujería y blasfemia serían castigados con la muerte. La propagación de la idolatría o "religiones falsas" sería ilegal y también podría ser castigada con la pena de muerte. Los escritores teonómicos más recientes, como Joel McDurmon, presidente de American Vision, se han alejado de esta posición, afirmando que estas penas de muerte ya no son vinculantes en el nuevo pacto. El polemista y crítico de teonomía, JD Hall, quien debatió con McDurmon en 2015, ha argumentado que abandonar las penologías mosaicas como la pena de muerte significa que no se puede decir que McDurmon y otros que tienen posiciones similares mantengan la teonomía de manera significativa.
Según el teonomista Greg Bahnsen, las leyes de Dios son el estándar que los votantes y funcionarios cristianos deben seguir. Los funcionarios civiles tampoco están obligados a hacer cumplir literalmente todas las leyes bíblicas, como los imperativos localizados por única vez, ciertos detalles administrativos, presagios tipológicos o aquellos contra la envidia y la incredulidad. "Los gobernantes deben hacer cumplir solo aquellas leyes para las cuales Dios reveló que se impondrán sanciones sociales".

## Relación con la teología reformada
Algunas de las iglesias reformadas modernas critican cualquier relación entre la fe reformada histórica y la teonomía, mientras que otros calvinistas afirman que la teonomía es consistente con las confesiones reformadas históricas.

## Otras lecturas
Fuentes primarias por teonomistas
- Bahnsen, Greg (2002) [1977]. Theonomy in Christian Ethics (3rd edición). Nacogdoches, TX: Covenant Media Press. ISBN 978-0-87552-111-4.
- ——— (1985). By This Standard: The Authority of God's Law Today. Tyler, TX: Institute for Christian Economics. ISBN 978-0-930464-06-6.
- ——— (1991). No Other Standard: Theonomy and Its Critics. Tyler, TX: Institute for Christian Economics.
- ———; Gentry, Kenneth (1989). House Divided: The Breakup of Dispensational Theology. Tyler, TX: Institute for Christian Economics.
- ——— (1994). «What is 'Theonomy'». New Horizons (April, 1994).
- Einwechter, William (1995). Ethics and God's Law: An Introduction to Theonomy. Mill Hall, PA: Preston/Speed Publications.
- ——— (2010). Walking in the Law of the Lord: An Introduction to the Biblical Ethics of Theonomy. Stevens, PA: Darash Press.
- Clauson, Marc A. (2006). A History of the Idea of "God’s Law" (Theonomy): Its Origins, Development and Place in Political and Legal Thought. Lewiston, NY: Edwin Mellen Press.
- Gentry, Kenneth (1993). God's Law in the Modern World. Phillipsburg, NJ: Presbyterian & Reformed.
- ——— (2006). Covenantal Theonomy: A Response to T. David Gordon and Klinean Covenantalism. Nacogdoches, TX: Covenant Media Foundation.
- Jordan, James B (1984). The Law of the Covenant: An Exposition of Exodus 21–23. Tyler, TX: Institute for Christian Economics.
- North, Gary (1990). Tools of Dominion: The Case Laws of Exodus 21–23. Tyler, TX: Institute for Christian Economics.
- North, Gary, ed. (1991). Theonomy: An Informed Response. Tyler, TX: Institute for Christian Economics.
- Rushdoony, R.J. (1973). Institutes of Biblical Law. Nutley, NJ: Craig Press.
- ——— (1978). The Politics of Guilt and Pity. Fairfax, VA: Thoburn Press.
- Ritchie, Daniel F.N. (2008). A Conquered Kingdom: Biblical Civil Government. Saintfield, Northern Ireland: Reformed Worldview Books.
- Halbrook, Stephen C. (2014). God is Just: A Defense of the Old Testament Civil Laws. Theonomy Resources Media. ISBN 978-1-31215874-0.
- Halbrook, Steve C., "Proof that Modern Theonomy Advocates the Historic Understanding of the Judicial Law" (Theonomy Resources, 2015). Consultado el 13 de marzo de 2015.

Fuentes secundarias y críticas
- Barker, William; Godfrey, W. Robert, eds. (1990). Theonomy: A Reformed Critique. Grand Rapids, MI: Zondervan. ISBN 0-310-52171-8.
- Barron, Bruce (1992). Heaven on Earth? The Social & Political Agenda of Dominion Theology. Grand Rapids, MI: Zondervan. ISBN 978-0-31053611-6.
- Duncan, J. Ligon III. «The Westminster Confession of Faith: A Theonomic Document?». Providence PCA Mission Church. Archivado desde el original el 11 de marzo de 2013. Consultado el 23 de agosto de 2013.
- Estelle, Bryan (mayo de 2007). «Review: Covenantal Theonomy». Ordained Servant 16 (5). Archivado desde el original el 20 de junio de 2010. Consultado el 23 de agosto de 2013.
- Gordon, T. David (1994). «Critique of Theonomy; a Taxonomy». Westminster Theological Journal 56 (Spring 1994): 23-43. Archivado desde el original el 22 de agosto de 2011. Consultado el 23 de agosto de 2013.
- Kidd, Reggie M. «Theonomy and Pauline Theology». Third Millennium Ministries. Archivado desde el original el 20 de agosto de 2013. Consultado el 23 de agosto de 2013.
- Kline, Meredith (1978). «Comments on an Old-New Error». Westminster Theological Journal 41 (1). Archivado desde el original el 16 de noviembre de 2012. Consultado el 23 de agosto de 2013.
- Poythress, Vern S. (1991). The Shadow of Christ in the Law of Moses. Brentwood TN: Wolgemuth & Hyatt.
- Strickland, Wayne, ed. (1994). Five Views on Law and Gospel. Grand Rapids, MI: Zondervan. ISBN 0-310-21271-5.
- Smith, Gary Scott, ed. (1989). God and Politics: Four Views on the Reformation of Civil Government. Phillipsburg, NJ: Presbyterian & Reformed. ISBN 0-87552-448-6.
- Wright, Christopher J. H. (1992). «The Ethical Authority of the Old Testament: A Survey of Approaches: Part I». Tyndale Bulletin 43 (1): 101-20. Archivado desde el original el 26 de enero de 2012. Consultado el 23 de agosto de 2013.
- ——— (1992). «The Ethical Authority of the Old Testament: A Survey of Approaches: Part II». Tyndale Bulletin 43 (2): 203-31. Archivado desde el original el 25 de enero de 2012. Consultado el 23 de agosto de 2013.